# Cachoeiro de Itapemirim
Cachoeiro de Itapemirim là một đô thị thuộc bang Espírito Santo, Brasil. Đô thị này có diện tích 876,792 km², dân số năm 2007 là 198150 người, mật độ 225,99 người/km².